# Francisco (escravo)
Francisco (morto em 28 de abril de 1876) foi a última pessoa que foi executada por pena de morte no Brasil. Escravo negro, ele foi enforcado pelo assassinato de seus senhores.
Em 1874, Francisco e dois outros escravos, Prudencio e Vicente, foram presos por espancar até a morte seus senhores, João Evangelista de Lima e sua esposa Josepha Marta de Lima. O crime foi cometido em Pilar, Alagoas. Francisco e Prudencio fugiram para Pesqueira ; em um confronto com a polícia, Prudencio foi morto e Francisco foi capturado. Vicente havia fugido para Marechal Deodoro, onde foi capturado.
No julgamento de Francisco e Vicente, ambos foram considerados culpados pelos assassinatos. Francisco foi condenado à morte por enforcamento e Vicente foi condenado à prisão perpétua. Ambos apelaram ao imperador Dom Pedro II por clemência; O apelo de Francisco foi negado e o imperador não respondeu ao de Vicente. Vicente morreu mais tarde na prisão.
A execução de Francisco foi realizada em Pilar em 28 de abril de 1876. Foi a última execução realizada pelo Brasil.
Desde 2000, uma reconstituição anual das últimas horas de Francisco ocorre em Pilar, em 28 de abril. Em parte, a reconstituição visa celebrar a abolição da pena de morte no Brasil.